# 祭りのあと (桑田佳祐の曲)
「祭りのあと」（まつりのあと）は、桑田佳祐の楽曲。自身の5作目のシングルとして、タイシタレーベルから8cmCD・カセットテープで1994年10月31日に発売された。
2001年6月25日に12cmCDとして再発売をしている。2016年2月26日にはダウンロード配信、2019年12月20日にはストリーミング配信を開始した。

## 背景・リリース
前作「月」から2か月ぶり、アルバム『孤独の太陽』から1か月ぶりとなる作品。
本作の発売以降はソロでライブ活動を行ったり、1995年1月にはMr.Childrenとコラボした「奇跡の地球」（桑田佳祐&Mr.Children名義）を発売した。同年5月には再びサザンオールスターズとして活動を再開している。

## チャート成績
オリコンによる累計売上枚数は81万枚を記録している。

## 収録曲
- 収録時間：9:14

1. 祭りのあと (4:53)
（作詞・作曲：桑田佳祐 / 編曲：桑田佳祐 & 小倉博和）
日本テレビ系ドラマ『静かなるドン』主題歌。自身出演のキリン『JIVE』CMソング。TBSラジオ『爆笑問題カーボーイ』エンディングテーマソング。
タイトルや歌詞にある『祭り』とは男女関係を意味する[7]。歌謡曲のテイストを感じさせるメロディが切なく響く楽曲であり[8]、とても丁寧に作られた日本的感覚のロッカ・バラードともいわれている[9]。当時は全国ツアー『桑田佳祐 LIVE TOUR'94 "さのさのさ"』が開催されることが決まっていたため「ツアーのテーマ曲を作ろう!」という意気込みと「ライブ会場で、みんなも一緒に歌って欲しい」という桑田の意向から、覚えやすい歌詞とメロディで作られたという[7]。
ミュージック・ビデオは当時行われた全国ツアーのライブ映像を中心に構成され、この曲を熱唱したり、ステージで派手に暴れ動き回るシーンのほかにもリハーサル、移動中、楽屋などのオフショットも収録された[10]。
back numberの清水依与吏はこの楽曲を気に入っており、自身の作風にも影響を与えたことを述べている[11]。
2. すべての歌に懺悔しな!! (4:20)
（作詞・作曲：桑田佳祐 / 編曲：桑田佳祐 & 小倉博和）
自身出演のキリン『JIVE』CMソング。
アルバム『孤独の太陽』からのシングルカット。音楽評論家の田家秀樹が言うには「高級外車にふんぞり返ってる音楽業界に対しての強烈な皮肉の歌」である[12]。桑田はこの楽曲の制作意図を「自分を含む芸能ロックシンガーを揶揄したもので、特定の誰かを意識したものではない」と説明している[13][14]。
斉藤和義はこの楽曲を気に入っている[15]。また、スージー鈴木はこの楽曲での桑田のボーカルを圧倒的にかっこいいと評している[16]。
一方で論争も起こり、歌詞が長渕剛と矢沢永吉を揶揄していると決めつけられマスコミなどで話題になり、桑田が記者会見を開き報道を否定し、先述した制作意図を述べて釈明したのち、長渕と矢沢に謝罪文を送る事態となった[17]。矢沢は桑田を気遣う対応をしたが、長渕は桑田を糾弾する発言をし、最終的に1995年1月24日に長渕が大麻取締法違反で逮捕されて、事態が一気に沈静化するまで論争が続き、奇しくもこの楽曲には「儲かる話とクスリにゃ目が無いバカヤロ様がいる」というフレーズがあったことにより、後年には「予言詞となった」などと評されることになった[18][19][20]。音楽評論家のスージー鈴木はこの論争を「つまらない騒動」と評しており、その理由を「桑田の歌詞の意味を具体的に解釈しようとすることの意味の無さを感じるから」としている[21]。また、泉谷しげるは「別に謝ることじゃねえだろ」とコメントし[17]、桑田と長渕の音楽性に大きな影響を与えた吉田拓郎は「ボクは桑田クンのファンとしていえば、桑田クンは何も説明しなくてもいい、謝る必要なんてない」などと桑田の肩を持つ発言を行い、長渕をトーンダウンさせた[22]。薬物事件以前にも長渕に暴力や女性問題などを始めとしたスキャンダルやダーティな噂が多かったこともあり、業界人の多くがそういったことに無縁な桑田を支持していたとされ[注釈 2]、以後二人は絶縁状態となったとされる[14]。他方で、長渕の事務所やレコード会社の社長を歴任した後藤由多加は「桑田君のプロデューサーが止めるべき。人のことを歌で言われても」と桑田に対し批判的な考えを示しており、その旨を同様の主張をした上で音楽評論家の富澤一誠も証言している[20]。
騒動が沈静化した現在では前川清、平井堅、ファンキー加藤、マキタスポーツ[注釈 3]、AI、西内まりや、永野芽郁、博多華丸（博多華丸・大吉）、遠藤章造（ココリコ）などのように桑田と長渕の楽曲・才能・人間性を平等に認めている者も多い[30][31][32][33][34][35][36][37][38][39][40][41][42][43]。なお、桑田と長渕は先述した確執や価値観の相違が取り沙汰されることも多いが、同世代であること[注釈 4]、吉田拓郎・ボブ・ディランなどを始めとした音楽的ルーツ[22][44][45]、国旗日の丸の掲揚および国歌「君が代」の歌唱を肯定し、生まれ育った日本への強い愛情や世界平和を希求する思いを持っていることなど[注釈 5]、共通点も多く存在している。

## 参加ミュージシャン
- 祭りのあと
  - 桑田佳祐:Vocals, Harmonica
  - 小倉博和:Electric & Acoustic Guitars, Bass
  - 原由子:Piano, Organ
  - 今野多久郎:Tambourine
  - 角谷仁宣:Computer Operation
- すべての歌に懺悔しな!!
  - 桑田佳祐:Vocals, Harmonica, Percussions
  - 小倉博和:Electric & Acoustic Guitars
  - 根岸孝旨:Bass
  - 片山敦夫:Organ
  - 今野多久郎:Conga
  - 松本賢:Computer Operation

## 収録アルバム
| 曲名                   | 作品名                     |
| ---------------------- | -------------------------- |
| 祭りのあと             | TOP OF THE POPS            |
| 祭りのあと             | I LOVE YOU -now & forever- |
| すべての歌に懺悔しな!! | 孤独の太陽                 |

## ミュージック・ビデオ収録作品
| 曲名                   | 作品名                                          | 備考                           |
| ---------------------- | ----------------------------------------------- | ------------------------------ |
| 祭りのあと             | すべての歌に懺悔しな!! -桑田佳祐 LIVE TOUR '94- | ボーナス・トラックとして収録。 |
| 祭りのあと             | MVP                                             |                                |
| すべての歌に懺悔しな!! | 未収録                                          |                                |

## ライブ映像作品
| 曲名                   | 作品名                                                                  | 備考 |
| ---------------------- | ----------------------------------------------------------------------- | --- |
| 祭りのあと             | すべての歌に懺悔しな!! -桑田佳祐 LIVE TOUR '94-                         | |
| 祭りのあと             | けいすけさん、ビデオも色々と大変ねぇ。                                  | |
| 祭りのあと             | 桑田さんのお仕事 07/08 〜魅惑のAVマリアージュ〜                         | |
| 祭りのあと             | 桑田佳祐の音楽寅さん 〜MUSIC TIGER〜 あいなめBOX                        | DISC 2「♯07 アンプラグド・ライブ殺人事件」 に収録。 ラスサビの歌詞をドラマ部分の伏線に合わせたものに変更した。 |
| 祭りのあと             | 宮城ライブ 〜明日へのマーチ!!〜                                         | 冒頭には「またこの場所で逢う約束をしよう」といった趣旨の歌詞のOverture「約束」が歌われた。ラスサビの歌詞が東北のファンにエールを送る内容に変更されており、アウトロでは会場のある宮城県のみならずパブリックビューイングが行われた福島県・岩手県および対象外だった青森県・秋田県・山形県といった東北の県名を叫び、「ありがとう」と感謝の言葉を述べた。 |
| 祭りのあと             | 桑田佳祐 LIVE TOUR & DOCUMENT FILM 「I LOVE YOU -now & forever-」完全盤 | |
| 祭りのあと             | がらくたライブ                                                          | |
| 祭りのあと             | LIVE TOUR 2021「BIG MOUTH, NO GUTS!!」                                  | |
| すべての歌に懺悔しな!! | すべての歌に懺悔しな!! -桑田佳祐 LIVE TOUR '94-                         | |

## カバー
祭りのあと
- 2017年 - 中島美嘉『ROOTS 〜Piano & Voice〜』収録[47]